# Hanumana
Hanumana là một thị xã và là một nagar panchayat của quận Rewa thuộc bang Madhya Pradesh, Ấn Độ.

## Nhân khẩu
Theo điều tra dân số năm 2001 của Ấn Độ, Hanumana có dân số 14.873 người. Phái nam chiếm 52% tổng số dân và phái nữ chiếm 48%. Hanumana có tỷ lệ 53% biết đọc biết viết, thấp hơn tỷ lệ trung bình toàn quốc là 59,5%: tỷ lệ cho phái nam là 64%, và tỷ lệ cho phái nữ là 41%. Tại Hanumana, 19% dân số nhỏ hơn 6 tuổi.